# Joan Garau Fullana
Joan Garau Fullana (Llucmajor, Mallorca, 1903 - Palma 9 setembre 1936), fou un sindicalista i polític socialista mallorquí.
Garau treballava de sabater a Llucmajor, on hi havia una important indústria sabatera a principis del segle xx. Era el president de la cooperativa "La Hormiga" dedicada a la fabricació de sabates. Els anys anteriors a la Guerra Civil Espanyola fou un dels principals dirigents socialistes a Llucmajor i presidí la seva Agrupació Socialista. L'assassinaren el 10 de setembre del 1936 juntament amb dos montuïrers, Gaspar Mesquida i Miquel Garcias, a l'hemicicle del cementiri nou de Palma.